# Zully Goldfarb
Zully Goldfarb (Ciudad de Buenos Aires, 27 de abril de 1948) es una cantante de género popular, tango y música nacional argentina. Su trayectoria tiene un gran reconocimiento por su constante evolución artística y su popularidad en Argentina y el mundo, constatado por su participación en festivales como el Festival Ashkenaz (Canadá), el Klezmer Festival Furth (Alemania) y  su gran aporte cultural, como por ejemplo, su actuación en el documental Monumento a la Shoa. En el año 2010 el Ministerio de Religiones y Culto de la República Argentina declaró de interés la labor de Zully Goldfarb en reconocimiento a su aporte al diálogo y al respeto a la diversidad religiosa.

## Biografía
Desde pequeña descubrió su pasión por la música. Creció entre tangos y canciones típicas judías en Idish que su familia escuchaba por esos tiempos y que, años más tarde, marcarían su camino como cantante profesional. Se desempeñó como restauradora de antigüedades durante 15 años, hasta que descubrió que su otra pasión merecía más atención y desde ese entonces no paró de estudiar y perfeccionarse.
Desde el año 2008 se forma con el método Rabine. Durante estos últimos años acompañada por la profesora de canto Jana Purita.
Actualmente cuenta con una gran discografía y se ha presentado en escenarios de todo el mundo con su música y proyectos de su dirección.
En este momento Zully, además de una reconocida artista del tango y por la singularidad de interpretación en Idish, es una cantante versátil que se encuentra en un proceso de transformación. Esta maduración personal y artística la han llevado a desempeñarse en un nuevo estilo que recorre su juventud con su impronta característica.
Durante el año 2018 Zully volvió a las canciones que siempre le gustaron, inclinándose por el rock nacional argentino, la música folklórica de otros países, interpretando en español como en inglés y sumando nuevos sonidos a través de la incorporación de batería, percusión, guitarra, bajo eléctrico y teclados.

## Trayectoria
En 1999 editó su primer CD “Mano a Mano con el Tango”, con la participación de Osvaldo Burucuá en guitarra, Fabián Adell en piano y Gustavo Paglia en bandoneón. Un año después, grabó “Aromatango”, bajo la dirección musical de Norberto Vogel.
En 2003, lanzó “Tango y Luz”, dirigido por Oscar De Elia. Allí interpretó una versión de “Je te dirai” -tema que Carlos Gardel cantó junto a la orquesta de Kalikian Gregor]en 1931- e incluyó “Friling” y “Papirosn”, dos estandartes de la música judía en Idish.
En 2004 y 2005 presentó “Tango y Luz” en Costa Rica y Uruguay, respectivamente, junto a Saclis Pablo Saclis en piano, Omar Massa en bandoneón y Gerardo Scaglione en contrabajo. En ese periodo, editó “Zully canta en Idish” con canciones tradicionales en ese idioma y bajo la dirección de César Lerner. Este material inspiró el espectáculo “Raíces”, una conjunción de tangos rioplatenses y música tradicional judía, acompañada por quince personas en escena. “Raíces” fue presentado en los teatros Coliseo, Cervantes y San Martín.
En 2008 fue la única argentina en participar del Festival Ashkenaz de la canción llevado a cabo en la ciudad de Toronto, Canadá, adonde presentó su disco “De donde viene mi voz".
En 2010 participó como artista invitada en el cierre del Klezmer Festival Furth, que tuvo lugar en Alemania. Ese mismo año, fue convocada por el director de la Orquesta Sinfónica de Ashdod, Ronen Nissan, para dar a conocer su nuevo CD en idish “De dónde viene mi voz” en el Auditorium Rami Naim de Ashdod, Israel.
Participó del ciclo “La noche de los Museos”, edición 2010, invitada por el Gobierno de la Ciudad de Buenos Aires. Fue artista invitada en la obra “Zeide Shike” y en el Desfile “Mujeres en la Historia”.
En el 2011, presentó su primer musical con bailarines en escena "Destino Arrabal" en el Velma Café, dirigida por Maxi Bartfeld, acompañada por Pablo Saclis en piano y como director musical, Omar Massa en bandoneón, Gerardo Scaglione en contrabajo. En este espectáculo Zully Goldfarb transmitió al público, con su particular estilo y su impronta, sus raíces e identidad plasmadas en una gran selección de temas que relatan la historia de los piringundines del cabaret alemán a la tanguería porteña.
Luego realizó el espectáculo “Tango BA”  en el Velma café en agosto y septiembre del 2012, y participó como artista invitada en la noche central de las ferias de colectividades organizada por la Municipalidad de Morón. En octubre del mismo año presentó nuevamente su espectáculo “Destino Arrabal” en el Teatro 25 de Mayo.
En 2014 se presentó en Pista Urbana] la Peña del Colorado y en La Paila.
Durante el 2015 continuó sus presentaciones acompañada de su banda original. Realizó su show en Dorian Teatro Bar y también otros a beneficio en LeDor vaDor donde se presentó en reiteradas oportunidades. Con esta temática y a beneficio en el 2016 también expuso su show en la comunidad Lambroth Hakol.
En el año 2016, seleccionada por su talento y la originalidad de su voz, tuvo el honor de ser convocada para participar en el documental Monumento a la Shoa. Allí interpretó sus delicadas canciones en idish con el inconfundible sello y emotividad que esta artista expresa.
Su último disco “Mi Espacio” fue lanzado en 2018. Dirigido por Pablo Saclis, quien también participa en piano, con Omar Massa en bandoneón, Carolina Cajal en contrabajo, Miriam Santucci en chelo, Pablo Agri]en violín, con arreglos de Pablo Saclis y Omar Massa. Este disco fue grabado en SoundRec y masterizado por Ricardo Sanz.
Dentro de este nuevo mundo de Zully, en el que se encuentra innovando en otros estilos, está también presente la grabación de un disco durante 2018, con la participación de músicos que nunca habían trabajado con ella, como Santiago Greco en guitarras, Martín Lozano en bajo eléctrico, Osvaldo Tabilo en percusión y batería y Santiago Martinez en teclados.
| Discografía                  |
| Aromatango (2000)            |
| Tango y Luz (2003)           |
| Zully Canta en Idish (2004)  |
| Ciudad de Nostalgia (2006)   |
| De donde viene mi voz (2008) |
| Mi espacio (2016)            |

### Presentaciones en vivo
- Gobierno de la ciudad "Día Nacional del Tango" (diciembre de 2001)
- Radio Nacional "La Fonola" (noviembre de 2001)
- Taconeando (Ciclo 2001)
- Esquina Homero Manzi "Osvaldo Martín" (octubre de 2001)
- AMIA (septiembre de 2003)
- Teatro Melico Salazar (Costa Rica - agosto de 2003)
- Lanzamiento “Tango y Luz” en la Trastienda (2003)
- La Trastienda (julio de 2003)
- AMIA - Distinción a Zully al mérito | diciembre
- Presentación de su disco “Raíces” en el Teatro Coliseo (noviembre de 2003)
- Clásica y Moderna (diciembre de 2003)
- Comunidad Letamid (diciembre de 2003)
- Hipódromo Argentino Salón Tattersal (agosto de 2003)
- Hotel Conrad Uruguay (enero de 2004)
- Club del vino "Mujeres amigas del vino" (julio de 2005)
- Centro Cultural San Martin Sala A, Espectáculo "Raíces" | Julio Lambroth Hakol “Tango y Luz”  (agosto de 2006)
- Pigmalion  (marzo de 2006)
- Club del Vino (junio de 2006)
- Moisesville, Santa Fe (agosto de 2006)
- Plaza Armenia, Rosh Hashana Urbano (septiembre de 2006)
- Almatango (noviembre y diciembre de 2006)
- Teatro Diego Torres - Córdoba (abril de 2007)
- Café Homero (septiembre y octubre de 2007 – mayo y junio de 2008)
- El Vesubio (agosto de 2008)
- Canada Enwave Theatre, Toronto, Canadá (31 de agosto de 2008)
- Harbour Front Centre, Montreal, Canadá (1 de septiembre de 2008)
- “Volver cafe Culturel” Montreal (septiembre de 2008)
- Teatro Sindicato de Luz y Fuerza – Rosario (octubre de 2008)
- Festival Ashkenaz de la canción donde presentó su CD de “Tangos en yiddish” y representó a su país (Argentina) con tangos rioplatenses. (2009)
- Zeide Shike (abril de 2009)
- Le Dor va Dor (diciembre de 2009)
- Festival Furth – Alemania (14 de marzo de 2010)
- Auditorium Rami Naim Ashdod - Israel, junto a la Orquesta Sinfónica de Ashdod dirigida por Ronen Nisan de su disco de tangos Rio Platenses “Ciudad de Nostalgia” (21 de julio de 2010)
- Cantante invitada por el Gobierno de la Ciudad de Buenos Aires para participar del ciclo “La noche de los Museos” (13 de noviembre de 2010)
- Espectáculo en Buena compañía, Café Vinilo (mayo de 2011)
- Destino Arrabal Velma Café  (julio y agosto de 2011)
- Zully en Concierto - Ieladeinu (septiembre de 2011)
- Premio Nacional Reina del Plata - Hotel Bauen (julio de 2012)
- Vamos Tango - Sio (25 de agosto de 2012)
- Tango BA - Vema Café (agosto y septiembre de 2012)
- Destino Arrabal (octubre de 2012)
- Pista Urbana (julio de 2014)
- La Peña del colorado (agosto de 2014)
- Le Dor va Dor (septiembre de 2015)
- Lamroth Hakol (2016)
- Participación en documental Monumento a la Shoa (2016)[3]

### Altruismo
Zully Goldfarb ha participado de importantes encuentros vinculados a entidades de la comunidad judía como AMIA, IWO, KKL, B’nai B’rith Argentina, SHA, HACOAJ, JOIN, Teatros del interior del país, en especial “Colonias Judías”. Además colabora con la comunidad participando con su canto en eventos para recaudar fondos para distintas fundaciones.
Jabad Lubavitch Argentina bautizó con el nombre Zully Goldfarb al edificio de la calle Tucumán 3238, CABA, Argentina donde se brinda asistencia a niños de la comunidad judía en situaciones vulnerables.